# Emile Aarts
Emile Aarts (1955, Roermond) is een Nederlands wis- en natuurkundige. Tussen 2015 en 2019 was hij rector magnificus van de Tilburg University.

## Biografie
Aarts voltooide zijn studie natuurkunde aan de Radboud Universiteit Nijmegen waarna hij in 1983 promoveerde in wis- en natuurkunde aan de Rijksuniversiteit Groningen. In datzelfde jaar kreeg hij een positie bij Philips Research waar hij gedurende zijn carrière verschillende posities bekleedde totdat hij in 2009 benoemd werd tot Chief Scientific Officer. In 1991 werd hij naast zijn positie bij Phillips Research aangesteld als deeltijdhoogleraar aan de Technische Universiteit Eindhoven. Eerst als hoogleraar informatica aan de faculteit Wiskunde en Informatica en van 2007 tot en met 2012 als hoogleraar industrieel ontwerpen aan de faculteit Industrial Design. In 2012 stopte hij bij Philips Research voor een functie als decaan Wiskunde & Informatica aan de Technische Universiteit Eindhoven.
In 2014 werd Aarts lid van de Koninklijke Hollandsche Maatschappij der Wetenschappen. Uiteindelijk maakte hij in 2015 de overstap naar Tilburg University waar hij tot 2019 rector magnificus was. Hij volgde Philip Eijlander op.